# Le Crès
 Le Crès  es una población y comuna francesa, situada en la región de Occitania, departamento de Hérault, en el distrito de Montpellier y cantón del Crès.

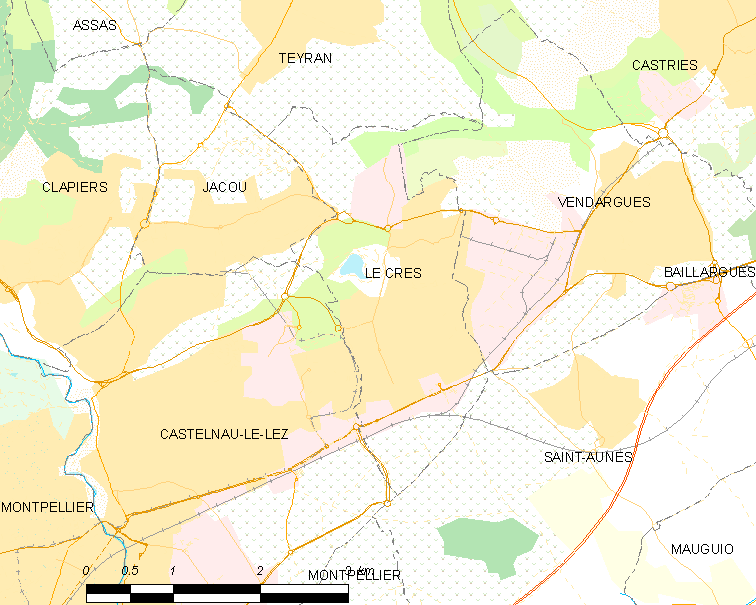
Mapa

## Demografía
| 650 | 1388 | 4529 | 6088 | 6601 | 6800 | 8957 |
| Para los censos de 1962 a 1999 la población legal corresponde a la población sin duplicidades (Fuente: INSEE [Consultar]) |      |      |      |      |      |      |